# Al otro lado del río
Al otro lado del río (dt. „Auf der anderen Seite des Flusses“) ist ein Song des uruguayischen Sängers Jorge Drexler. Der Song wurde für den Film Die Reise des jungen Che geschrieben und bei der Oscarverleihung 2005 als Bester Filmsong ausgezeichnet.

## Hintergrund
Jorge Drexler schrieb den Song Al otro lado del río für den Film Die Reise des jungen Che. Laut offiziellen Angaben las er das Drehbuch zum Film nachts vor dem Einschlafen und schrieb den Song, bewegt von der Geschichte um Ernesto Che Guevara, direkt am nächsten Morgen. Bis zum Mittagessen hatte er den Song fertig geschrieben. Er nahm den Song später in den Smart Studios in Madison, Wisconsin auf und produzierte ihn zusammen mit Leo Sidran.
Neben Drexler selbst an Gesang und Gitarre waren folgende Personen beteiligt:
- Bass: Jeff Eckels
- Cello: Carina Voly
- Violine: John Vriesacker
- Background Vocals: Ana Laan
- Perkussion, Klavier: Leo Sidran
- Piano: Ben Sidran

Das Lied erschien auf dem Soundtrack zum Film sowie auf Drexlers CD Eco von 2004. Im Zuge seiner Oscar-Nominierung wurde der Song auch als Single ausgekoppelt.

## Musikstil und Text
Musikalisch handelt es sich um einen ruhigen Zamba. Das Lied wird von einem Arpeggio eingeleitet, das an Wellen im Wasser erinnern soll. Der Text handelt davon, dass das lyrische Ich ein Licht auf der anderen Seite des Flusses sieht und diesen überquert. Er steht sinnbildlich für das Vorankommen im Leben. Im konkreten Zusammenhang mit dem Film ist das sinnbildliche Licht für Che Guevara das Zeichen, die Welt zu verändern. Drexler selbst sieht in dem Licht die Liebe.

## Oscarverleihung
Der Song wurde bei der Oscarverleihung 2005 als Bester Filmsong ausgezeichnet. Damit handelte es sich nicht nur um den ersten Song in Spanisch und den zweiten in nicht-englischer Sprache, der jemals ausgezeichnet wurde, Drexler war auch der erste uruguayische Künstler, der mit einem Oscar bedacht wurde.
Bei der Oscarverleihung schreckte die Academy of Motion Picture Arts and Sciences aus Angst, Einschaltquoten zu verlieren, zurück, den im US-amerikanischen Raum relativ unbekannten Künstler selbst auftreten zu lassen. Stattdessen entschied die Academy, dass an seiner statt Antonio Banderas und Carlos Santana mit dem Song auftreten durften. Vorher wurde Enrique Iglesias angefragt, der jedoch ablehnte.
Die Entscheidung der Academy sorgte für eine Kontroverse. Walter Salles, der Regisseur des Films, und Gael García Bernal protestierten gegen die Entscheidung. Bernal blieb sogar der Veranstaltung aus Protest ganz fern. Antonio Banderas sang das Lied zwar, unterstützte Drexler jedoch. Auch Salma Hayek, die den Song ansagte, nachdem Bernal der Veranstaltung fernblieb, unterstützte den Sänger, in dem sie in ihrer Ankündigung Teile des Songs auf Englisch übersetzte und hervorhob, dass es sich um Drexlers Werk handelte.
Drexler, der von dem Verhalten der Academy, die ihn nicht kontaktiert hatte, sehr enttäuscht war, löste die Kontroverse für sich, indem er statt seiner Dankesrede, die 22 Sekunden dauern durfte, den Anfang des Songs a cappella vortrug.